# Tennis Masters Cup 2008 – mužská dvouhra
Soutěže mužské dvouhry na Tennis Masters Cupu 2008 se zúčastnilo osm nejlepších tenistů v klasifikaci žebříčku ATP. Obhájce titulu a nejvýše nasazený Švýcar Roger Federer poprvé nepostoupil ze základní skupiny, když utržil dvě porážky.
Soutěž dvouhry vyhrál druhý hráč světa Novak Djoković ze Srbska, když ve finále zdolal ruského tenistu Nikolaje Davyděnka ve dvou setech 6–1 a 7–5. Vybojoval tak první titul ze závěrečné události roku.

## Nasazení hráčů
1. Roger Federer (základní skupina)
2. Novak Djoković (vítěz)
3. Andy Murray (semifinále)
4. Nikolaj Davyděnko (finále)
5. Andy Roddick (základní skupina, odstoupil pro poranění pravého hlezna)
6. Jo-Wilfried Tsonga (základní skupina)
7. Juan Martín del Potro (základní skupina)
8. Gilles Simon (semifinále)
9. Radek Štěpánek (základní skupina)

## Soutěž
| Legenda                                                       |                                                                        |                                                   |
| - Q – kvalifikant - WC – divoká karta - LL – šťastný poražený | - Alt – náhradník - SE – zvláštní výjimka - PR/SR – žebříčková ochrana | - w/o – bez boje - r – skreč - d – diskvalifikace |

### Finálová fáze
|  | Semifinále | Semifinále        | Semifinále     | Semifinále | Semifinále |                |                   | Finále | Finále | Finále | Finále | Finále |
|  |            |                   |                |            |            |                |                   |        |        |        |        |        |
|  | 3          | Andy Murray       | 5              | 2          |            |                |                   |        |        |        |        |        |
|  | 4          | Nikolaj Davyděnko | 7              | 6          |            |                |                   |        |        |        |        |        |
|  | 4          | Nikolaj Davyděnko | 7              | 6          |            | 4              | Nikolaj Davyděnko | 1      | 5      |        |        |        |
|  |            |                   |                |            |            | 4              | Nikolaj Davyděnko | 1      | 5      |        |        |        |
|  |            | 2                 | Novak Djoković | 6          | 7          |                |                   |        |        |        |        |        |
|  | 2          | 2                 | Novak Djoković | 6          | 7          | Novak Djoković | 4                 | 6      | 7      |        |        |        |
|  | 2          |                   |                |            |            | Novak Djoković | 4                 | 6      | 7      |        |        |        |
|  | 8          | Gilles Simon      | 6              | 3          | 5          |                |                   |        |        |        |        |        |

### Červená skupina
|       |                             | Federer                      | Murray                      | Roddick Štěpánek             | Simon                   | Zápasy  | Sety    | Hry         | Pořadí |
| 1.    | Roger Federer               |                              | 6–4, 6–7(3–7), 5–7          | 7–6(7–4), 6–4 (vs/ Štěpánek) | 6–4, 4–6, 3–6           | 1–2     | 4–4     | 43–44       | 3.     |
| 3.    | Andy Murray                 | 4–6, 7–6(7–3), 7–5           |                             | 6–4, 1–6, 6–1 (vs/ Roddick)  | 6–4, 6–2                | 3–0     | 6–2     | 43–34       | 1.     |
| 5. 9. | Andy Roddick Radek Štěpánek | 6–7(4–7), 4–6 (vs/ Štěpánek) | 4–6, 6–1, 1–6 (vs/ Roddick) |                              | 1–6, 4–6 (vs/ Štěpánek) | 0–1 0–2 | 1–2 0–4 | 11–13 15–25 | X 4.   |
| 8.    | Gilles Simon                | 4–6, 6–4, 6–3                | 4–6, 2–6                    | 6–1, 6–4 (vs/ Štěpánek)      |                         | 2–1     | 4–3     | 34–30       | 2.     |

Pořadí bude určeno na základě následujících kritérií: 1) počet vyhraných utkání; 2) počet odehraných utkání; 3) vzájemný poměr utkání u dvou hráčů se stejným počtem výher; 4) procento vyhraných setů, procento vyhraných her u třech hráčů se stejným počtem výher, poté poměr vzájemných utkání 5) postavení na žebříčku ATP.

### Zlatá skupina
|    |                       | Djoković           | Davyděnko               | Tsonga                  | del Potro          | Zápasy | Sety | Hry   | Pořadí |
| 2. | Novak Djoković        |                    | 7–6(7–3), 0–6, 7–5      | 6–1, 5–7, 1–6           | 7–5, 6–3           | 2–1    | 5–3  | 39–39 | 1.     |
| 4. | Nikolaj Davyděnko     | 6–7(3–7), 6–0, 5–7 |                         | 6–7(6–8), 6–4, 7–6(7–0) | 6–3, 6–2           | 2–1    | 5–3  | 48–36 | 2.     |
| 6. | Jo-Wilfried Tsonga    | 1–6, 7–5, 6–1      | 7–6(8–6), 4–6, 6–7(0–7) |                         | 6–7(4–7), 6–7(5–7) | 1–2    | 3–5  | 43–45 | 4.     |
| 7. | Juan Martín del Potro | 5–7, 3–6           | 3–6, 2–6                | 7–6(7–4), 7–6(7–5)      |                    | 1–2    | 2–4  | 27–37 | 3.     |

Pořadí bude určeno na základě následujících kritérií: 1) počet vyhraných utkání; 2) počet odehraných utkání; 3) vzájemný poměr utkání u dvou hráčů se stejným počtem výher; 4) procento vyhraných setů, procento vyhraných her u třech hráčů se stejným počtem výher, poté poměr vzájemných utkání 5) postavení na žebříčku ATP.